# Wjatscheslaw Jerschow (Gewichtheber, 1980)
Wjatscheslaw Jerschow (* 7. Dezember 1980) ist ein kasachischer Gewichtheber.

## Karriere
Jerschow gewann bei den Weltmeisterschaften 2005 in der Klasse bis 85 kg die Bronzemedaille im Reißen und wurde Siebter im Zweikampf. 2006 erreichte er bei den Weltmeisterschaften den vierten Platz und gewann am Ende des Jahres bei den Asienspielen in Doha die Goldmedaille. Bei den Weltmeisterschaften 2007 wurde wegen eines Dopingverstoßes disqualifiziert und anschließend vom Weltverband IWF für zwei Jahre gesperrt. 2014 startete er bei den Asienspielen in Incheon in der Klasse bis 77 kg und erreichte den fünften Platz.